# Déleg (kanton)
Déleg – kanton w Ekwadorze, w prowincji Cañar. Stolicą kantonu jest Déleg.